# 12月14日
12月14日（じゅうにがつじゅうよっか）は、グレゴリオ暦で年始から348日目（閏年では349日目）にあたり、年末まであと17日ある。

## できごと
- 835年（大和9年11月21日） - 甘露の変、唐の文宗が宦官誅殺を企図して失敗。
- 1285年（弘安8年11月17日） - 霜月騒動、鎌倉幕府の政変、有力御家人の安達氏一族が壊滅する。
- 1542年 - 生後6日のメアリーがスコットランド女王に即位。
- 1819年 - アラバマ準州が州に昇格し、アメリカ合衆国22番目の州・アラバマ州となる。
- 1836年 - オハイオ州とミシガン準州の間の境界紛争「トレド戦争」が非公式に終結。
- 1896年 - グラスゴー地下鉄が開業。
- 1900年 - マックス・プランクが黒体放射についてのプランクの法則を発表。「量子論の誕生日」と呼ばれる。
- 1902年 - Commercial Pacific Cable Companyがサンフランシスコとハワイを結ぶ初の太平洋横断電信ケーブルを敷設。
- 1910年 - 徳川好敏陸軍大尉が日本初の飛行実験に成功。
- 1911年 - ノルウェーのロアール・アムンセン隊が南極点に史上初めて到達[1]。
- 1913年 - 日本海軍の戦艦「榛名」が進水。
- 1918年 - フィンランド王国国王に選出されたフリードリヒ・カール・フォン・ヘッセンが即位を辞退。
- 1927年 - イギリスがイラクの独立移行に向けた新協定を締結。
- 1939年 - 第二次世界大戦・冬戦争: 国際連盟がフィンランド侵攻を理由にソ連を除名。
- 1946年 - 国連総会で国連本部をニューヨークに置くことが決定。
- 1947年 - フロリダ州で全米自動車競争協会（NASCAR）創設。
- 1955年 - アイルランド・アルバニア人民共和国・イタリア・オーストリア・カンボジア・スペイン・スリランカ・ネパール・ハンガリー人民共和国・フィンランド・ブルガリア人民共和国・ポルトガル・ヨルダン・ラオス王国・リビア王国・ルーマニア人民共和国が国連に加盟。
- 1958年 - ソ連の南極探検隊が南極大陸の到達不能極に史上初めて到達。
- 1959年 - 在日朝鮮人の帰還事業: 初の帰国船が新潟港を出港。
- 1960年 - 国連総会で、アジア・アフリカ43か国の提案による植民地独立付与宣言を採択。
- 1960年 - 国際連合教育科学文化機関（ユネスコ）が教育における差別を禁止する条約を採択。
- 1961年 - タンザニアが国連に加盟。
- 1962年 - アメリカの金星探査機「マリナー2号」が金星に最接近し、史上初の惑星フライバイに成功。
- 1969年 - 全日空機淡路島空中接触事故: 全日空の日本航空機製造YS-11型機と読売新聞社のビーチクラフト機が淡路島上空で接触事故。
- 1972年 - 宇宙飛行士兼科学者（ハリソン・シュミット）が初めて参加したアポロ17号で、月面最後の船外活動が行われる[2]。
- 1973年 - 豊川信用金庫事件: 女子高生の冗談が元で豊川信用金庫で20億円の取り付け騒ぎが起こる。
- 1974年 - 現代国際法上の侵略の定義に関する国連総会決議3314が採択。
- 1975年 - 国鉄最後のSL牽引による定期旅客列車が室蘭本線の室蘭駅 - 岩見沢駅間で運転。
- 1981年 - イスラエルでゴラン高原をイスラエルの民政下に置くゴラン高原法（英語版）が成立。
- 1993年 - 日本が米輸入の部分開放を決定、米の自給体制が終結。
- 1993年 - 日野OL不倫放火殺人事件がおこる。
- 1994年 - 上野動物園のジャイアントパンダ「フェイフェイ」が老衰のため死ぬ。
- 1995年 - ボスニア・ヘルツェゴビナ紛争: 紛争3か国が和平協定「デイトン合意」に調印。
- 1996年 - JR東日本が中央本線・東京駅 - 甲府駅間にATOSを初めて導入。
- 1999年 - キリバス、トンガ、ナウルが国連に加盟。
- 2003年 - 1996年に焼失していたヴェネツィア・フェニーチェ劇場が再開場。
- 2004年 - フランスで、主塔の高さが343メートルの世界一高い橋、ミヨー橋が開通[3]。総工費約4億ユーロにも関わらず、税金が一切投入されずに建設された[4]。
- 2004年 - キューバとベネズエラが米州ボリバル代替統合構想 (ALBA) を結成。
- 2006年 - モナコ公国と日本が外交関係を樹立。
- 2007年 - ルネサンス佐世保散弾銃乱射事件がおこる。
- 2010年 - クニマスが再発見されたことがマスコミを通して、公式に報道された。
- 2010年 - 欧州の高速鉄道初となる日本製車両、395形がイギリスで本格運用開始。
- 2011年 - 地球が太陽の周りを165周する間、海王星が太陽の周りを1周し、発見された1846年9月23日の位置に戻る[5]。
- 2012年 - コネチカット州でサンディフック小学校銃乱射事件が発生し、児童20人を含む26人が死亡。被疑者は自殺。
- 2016年 - トヨタ自動車が新型クロスオーバーSUV「C-HR」を日本市場で発売[6]。
- 2021年 - トヨタ自動車がBEV市場への本格参入を発表。2030年までにBEVを350万台販売する方針を示した[7]。
- 2023年 - 矢沢永吉が日本武道館で150回目公演を行う。
- 2024年 - 韓国で尹錫悦大統領に対する弾劾決議が可決。

## 誕生日
- 1009年（寛弘6年11月25日） - 後朱雀天皇、第69代天皇（+ 1045年）
- 1503年 - ノストラダムス、医師、占星術師、『百詩篇集』の著者（+ 1566年）
- 1546年 - ティコ・ブラーエ、天文学者（+ 1601年）
- 1639年（寛永16年11月20日） - 毛利綱広、第2代長門国長州藩主（+ 1689年）
- 1649年（慶安2年11月11日） - 池田輝録[8]、初代備中国生坂藩主（+ 1714年）
- 1684年（貞享元年11月8日） - 上杉吉憲、第5代出羽国米沢藩主（+ 1722年）
- 1723年（享保8年11月17日） - 土井利延、第3代肥前国唐津藩主（+ 1744年）
- 1724年（享保9年10月29日） - 柳沢信鴻、第2代大和国郡山藩主（+ 1792年）
- 1738年 - ヤン・コジェルフ、作曲家（+ 1814年）
- 1775年 - トマス・コクラン、イギリス海軍の少将（+ 1860年）
- 1784年 - マリア・アントニア・デ・ナポレス・イ・シシリア、アストゥリアス公フェルナンドの妃（+ 1806年）
- 1787年 - マリア・ルドヴィカ・フォン・エスターライヒ＝エステ、オーストリア皇帝フランツ1世の皇后（+ 1816年）
- 1789年 - マリア・シマノフスカ、ピアニスト、作曲家（+ 1831年）
- 1818年（文政元年11月17日） - 牧野康哉、第9代信濃国小諸藩主（+ 1863年）
- 1824年 - ピエール・ピュヴィス・ド・シャヴァンヌ、画家（+ 1898年）
- 1842年（天保13年11月13日） - 堀田正頌、第3代下野国佐野藩主（+ 1896年）
- 1861年（文久元年11月13日） - 田中智學、宗教家（+ 1939年）
- 1866年 - ロジャー・フライ、画家（+ 1934年）
- 1870年 - カール・レンナー、政治家、オーストリア大統領（+ 1950年）
- 1871年 - アウグスト・フォン・ハイエク、医師、植物学者（+ 1928年）
- 1873年 - ジョン・アンダーソン、元プロ野球選手（+ 1949年）
- 1883年 - 植芝盛平、武道家、合気道開祖（創始者）、合気会開設者（+ 1969年）
- 1895年 - ジョージ6世、イギリス国王（+ 1952年）
- 1895年 - ポール・エリュアール、詩人（+ 1952年）
- 1896年 - ジミー・ドーリットル、アメリカ空軍の元帥（+ 1985年）
- 1897年 - クルト・シュシュニック、政治家、オーストリア首相（+ 1977年）
- 1901年 - 阪東妻三郎、映画俳優（+ 1953年）
- 1907年 - 石井良助、法制史学者（+ 1993年）
- 1909年 - エドワード・ローリー・タータム、遺伝学者（+ 1975年）
- 1911年 - ハンス・フォン・オハイン、航空エンジニア（+ 1998年）
- 1913年 - 中田ダイマル、漫才師（中田ダイマル・ラケット）（+ 1982年）
- 1914年 - カール・カルステンス、政治家、ドイツ第5代連邦大統領（+ 1992年）
- 1914年 - ロザリン・テューレック、ピアニスト（+ 2003年）
- 1914年 - 河北倫明、美術評論家（+ 1995年）
- 1915年 - 戸板康二、演劇評論家、推理作家（+ 1993年）
- 1920年 - ローズマリー・サトクリフ、作家（+ 1992年）
- 1921年 - 森正、指揮者（+ 1987年）
- 1921年 - ボビー・アダムズ、野球選手（+ 1997年）
- 1922年 - ニコライ・バソフ、物理学者（+ 2001年）
- 1923年 - 勝田興[9][10]、元プロ野球選手（+ 1982年）
- 1927年 - 小山田宗徳、俳優、声優（+ 1986年）
- 1929年 - 北本重二、元プロ野球選手（+ 2022年）
- 1930年 - ロザンナ・カルテリ、オペラソプラノ歌手（+ 2020年）
- 1930年 - スザンヌ・モロー、フィギュアスケート選手（+ 2006年）
- 1930年 - 浦山桐郎、映画監督（+ 1985年）
- 1932年 - 尾身幸次、政治家（+ 2022年）
- 1933年 - 北川智絵、声優
- 1934年 - 前田陽一、映画監督（+ 1998年）
- 1935年 - 品川徹、俳優、声優
- 1940年 - 橋本勝磨、元プロ野球選手（+ 2014年）
- 1942年 - レックス・トンプソン、元子役、俳優
- 1943年 - 三吾、漫才師（浮世亭三吾・美ユル）
- 1944年 - 池内了、天文学者
- 1944年 - 三村高志、工学者
- 1946年 - ジェーン・バーキン、歌手（+ 2023年）
- 1947年 - 清水英次、元騎手（+ 2005年）
- 1948年 - 錦野旦、歌手
- 1951年 - 野々村直通、元高校野球指導者
- 1953年 - 福井照、政治家
- 1953年 - 櫻井俊、元総務官僚、総務事務次官
- 1955年 - 岡本郭男、ドラマー（元スペクトラム）
- 1955年 - 世良公則、歌手、俳優
- 1959年 - ホルヘ・バカ、プロボクサー
- 1959年 - 清水信之、キーボーディスト、作曲家、編曲家
- 1959年 - 天願大介、脚本家、映画監督
- 1960年 - 小山昭晴、元プロ野球選手（+ 2005年）
- 1960年 - 高倉美貴、女優
- 1960年 - 石田紀子、女優（+ 1987年）
- 1962年 - 森気楼、キャラクターデザイナー
- 1963年 - 木村恵子、シンガーソングライター
- 1964年 - 須藤満、ベーシスト
- 1964年 - 藤岡宣男、声楽家（+ 2005年）
- 1964年 - 高野寛、ミュージシャン
- 1964年 - 坂本勝美、元騎手、元調教師
- 1964年 - 大善尊太、元大相撲力士、年寄9代富士ヶ根
- 1964年 - 百々義則、ミュージカル俳優
- 1965年 - 大木温之、ミュージシャン
- 1965年 - TOMOVSKY、ミュージシャン
- 1965年 - 船水紀孝、ゲームクリエイター
- 1965年 - クレイグ・ビジオ、元プロ野球選手
- 1966年 - ルクレシア・マルテル、映画監督、脚本家
- 1967年 - 田中幸雄、元プロ野球選手
- 1968年 - 高木希世子、元司会者
- 1968年 - 高橋まき、三味線奏者
- 1968年 - 勝間和代、経済評論家、公認会計士
- 1969年 - テル、お笑いタレント（元どーよ）
- 1969年 - デービッド・ニルソン、元プロ野球選手
- 1970年 - ウラジミール・グルビッチ、バレーボール選手
- 1970年 - 西嶋賢司、元プロ野球選手
- 1970年 - 鮎貝健、DJ、俳優、ナレーター
- 1970年 - 緒方剛志、イラストレーター
- 1971年 - 数見肇、武道家、空手家
- 1971年 - 浅井樹、元プロ野球選手
- 1971年 - シャノン・ブリッグス、プロボクサー
- 1971年 - 星野ひかる、元AV女優
- 1971年 - エリック・ラドウィック、元プロ野球選手
- 1972年 - 魚喃キリコ、漫画家
- 1974年 - Ryoji、ミュージシャン（ケツメイシ）
- 1975年 - 福浦和也、元プロ野球選手
- 1975年 - Yae、歌手
- 1976年 - アンドレ・クート、レーシングドライバー
- 1976年 - SHOCK EYE、ミュージシャン（湘南乃風）
- 1976年 - 徳澤青弦、チェリスト、作曲家、編曲家
- 1977年 - 桃井はるこ、タレント、声優
- 1977年 - 谷田部俊、お笑いタレント（我が家）
- 1977年 - 山崎裕、ピアニスト
- 1977年 - 安部みちこ、アナウンサー
- 1977年 - 曽根純恵、フリーアナウンサー
- 1977年 - 旭南海丈一郎、元大相撲力士
- 1978年 - 田口りえ、タレント、歌手（元Say a Little Prayer）
- 1978年 - 石橋征太郎、俳優
- 1978年 - 綱島志朗、漫画家
- 1978年 - 千葉雅也、哲学者、小説家
- 1979年 - マイケル・オーウェン、元サッカー選手
- 1979年 - 中野美奈子、アナウンサー
- 1979年 - ハ・ジウン、脚本家
- 1980年 - タタ・ヤン、歌手
- 1980年 - 永川勝浩、元プロ野球選手
- 1980年 - 那須晃行、お笑いタレント（なすなかにし）
- 1981年 - ショーン・マーカム、元プロ野球選手
- 1982年 - ク・ギョファン、俳優、映画監督
- 1982年 - ジョシュ・フィールズ、元プロ野球選手
- 1983年 - 宝月ひかる、元AV女優
- 1983年 - 橋口洋平、ミュージシャン（Wacci）
- 1983年 - 柴田隆一、競泳選手
- 1983年 - 齊藤哲也、プロアイスホッケー選手
- 1985年 - 滝沢乃南、元グラビアアイドル
- 1985年 - 八神蓮、俳優
- 1986年 - 三宅由佳莉、海上自衛官、ソプラノ歌手
- 1987年 - 相澤寿聡、元プロ野球選手
- 1987年 - 河野秀数、元プロ野球選手
- 1988年 - ヴァネッサ・ハジェンズ、女優、歌手
- 1988年 - 坂本勇人、プロ野球選手
- 1988年 - 村瀬歩、声優
- 1989年 - オンユ、アイドル、俳優（SHINee）
- 1989年 - 鄭又榮、サッカー選手
- 1989年 - ペドロ・ロベルト・シウヴァ・ボテーリョ、サッカー選手
- 1989年 - ドン・ローチ、プロ野球選手
- 1989年 - 加藤未来、アナウンサー
- 1990年 - 趙成眞、サッカー選手
- 1990年 - ビボム、アイドル（Block B）
- 1990年 - 弘松優衣、アナウンサー
- 1990年 - 村川大介、囲碁棋士
- 1990年 - こばんざめ佐藤、タレント[11]
- 1991年 - 高畑充希、女優、歌手
- 1991年 - 大石明日希、元サッカー選手
- 1991年 - アダム・フレイジャー、プロ野球選手
- 1992年 - 宮市亮、サッカー選手
- 1992年 - 小島みなみ、AV女優、タレント
- 1993年 - テイラー・ウォード、プロ野球選手
- 1994年 - 井上小百合、女優、元アイドル（元乃木坂46）
- 1994年 - 大和里菜、元アイドル（元乃木坂46）
- 1995年 - 松元絵里花、ファッションモデル
- 1996年 - 福田俊、プロ野球選手
- 1996年 - 松岡凛、タレント
- 1997年 - 大関友久、プロ野球選手
- 1998年 - 田中珠里、女優（元X21）
- 1998年 - うらた、YouTuber (コムドット)
- 1998年 - キム・ジウン、アイドル（ZEROBASEONE）
- 1999年 - 石川翔、プロ野球選手
- 1999年 - 東晃平、プロ野球選手
- 1999年 - 北向珠夕、グラビアモデル[12]
- 2000年 - 石野瑠見、アイドル
- 2000年 - 中里萌、タレント、元子役
- 2000年 - 山中稜真、プロ野球選手
- 2001年 - 天翔愛、女優
- 2001年 - 三宅美羽、声優（蓮ノ空女学院スクールアイドルクラブ）
- 2002年 - 加藤翼、プロ野球選手
- 生年不詳 - 黒澤ひかり、グラビアアイドル
- 生年不詳 - 瞬火、ベーシスト（陰陽座）

## 忌日
- 1285年（弘安8年11月17日） - 安達泰盛、鎌倉幕府の御家人（* 1231年）
- 1417年 - ジョン・オールドカースル、ロラード派の殉教者（* 1378年）
- 1542年 - ジェームズ5世[13]、スコットランド王（* 1512年）
- 1591年 - 十字架のヨハネ、カトリック司祭（* 1542年）
- 1683年 - ヴォワチュール・アンテルム、修道士、天文学者（* 1618年頃）
- 1788年 - カール・フィリップ・エマヌエル・バッハ[14]、作曲家（* 1714年）
- 1788年 - カルロス3世、スペイン王（* 1716年）
- 1799年 - ジョージ・ワシントン、政治家、初代アメリカ合衆国大統領（* 1732年）
- 1806年 - ジョン・ブレッキンリッジ、第5代アメリカ合衆国司法長官（* 1760年）
- 1861年 - アルバート公、イギリス女王ヴィクトリアの王配（* 1819年）
- 1873年 - エリーザベト・ルドヴィカ、プロイセン王フリードリヒ・ヴィルヘルム4世の妃（* 1801年）
- 1873年 - ルイ・アガシー、生物学者、海洋学者、地質学者（* 1807年）
- 1878年 - アリス、ヘッセン大公ルートヴィヒ4世の妃（* 1843年）
- 1881年 - ウィリアム・ラドクリフ・バート、天文学者（* 1804年）
- 1930年 - 佐近益栄、小説家（* 1890年）
- 1931年 - ワルター・ハーリヒ、文学研究者（* 1888年）
- 1932年 - 田代重右衛門、実業家（* 1854年）
- 1937年 - 長野宇平治、建築家（* 1867年）
- 1937年 - 山本悌二郎、農林大臣（* 1870年）
- 1938年 - モーリス・エマニュエル、作曲家、音楽学者（* 1862年）
- 1943年 - ジョン・ハーヴェイ・ケロッグ、菜食主義者、ケロッグ社共同創設者（* 1852年）
- 1947年 - スタンリー・ボールドウィン、政治家、イギリス首相（* 1867年）
- 1949年 - 森田草平、小説家（* 1881年）
- 1951年 - カール・ランプランド、天文学者（* 1873年）
- 1955年 - 安井曾太郎、画家（* 1888年）
- 1956年 - ユホ・クスティ・パーシキヴィ、政治家、第7代フィンランド大統領（* 1870年）
- 1956年 - 楠木繁夫、歌手（* 1904年）
- 1958年 - 中山博道、武道家（* 1873年）
- 1961年 - リヒャルト・シルマン、教育者、ユースホステル創設者（* 1874年）
- 1962年 - 4代目桂文團治、落語家（* 1878年）
- 1963年 - エーリッヒ・オレンハウアー、ドイツ社会民主党党首（* 1901年）
- 1963年 - ダイナ・ワシントン、ジャズ歌手（* 1924年）
- 1964年 - フランシスコ・カナロ、タンゴのヴァイオリニスト、指揮者（* 1888年）
- 1966年 - 式守伊之助 (19代)、大相撲立行司（* 1886年）
- 1972年 - 内田祥三、建築家（* 1885年）
- 1974年 - クルト・ハーン、教育者（* 1886年）
- 1974年 - ウォルター・リップマン、ジャーナリスト、コラムニスト（* 1889年）
- 1976年 - ドナルド・メンゼル、天文学者（* 1901年）
- 1980年 - 藤井丙午、実業家（* 1906年）
- 1981年 - 松本善登、騎手（* 1933年）
- 1985年 - ロジャー・マリス、元プロ野球選手（* 1934年）
- 1985年 - カーリー・ムーア、歌手（* 1943年）
- 1987年 - 萩原淳、将棋棋士（* 1904年）
- 1988年 - エヴァルト・ショルム、映画監督、俳優（* 1931年）
- 1989年 - 勝間田清一、元日本社会党委員長（* 1908年）
- 1989年 - 近藤積、テレビプロデューサー、演出家（* 1916年）
- 1989年 - アンドレイ・サハロフ、物理学者、人権運動家（* 1921年）
- 1992年 - 町村金五、元警視総監、北海道知事、自治大臣（* 1900年）
- 1993年 - マーナ・ロイ、女優（* 1905年）
- 1997年 - 村瀬敏郎、日本医師会会長（* 1911年）
- 1999年 - 矢野暢、政治学者（* 1936年）
- 2001年 - 中部銀次郎、ゴルフ選手（* 1942年）
- 2001年 - W・G・ゼーバルト、小説家（* 1944年）
- 2005年 - 石川六郎、実業家、鹿島建設第7代社長、日本商工会議所第15代会頭（* 1925年）
- 2006年 - 呉連義、最後のベトナム残留台湾人と見られる人物（* 1923年）
- 2007年 - 花井悠、元プロ野球選手（* 1932年）
- 2011年 - ボリス・チェルトック、科学者、工学者（* 1912年）
- 2013年 - ピーター・オトゥール、俳優（* 1932年）
- 2013年 - 國重純二、文学者、東京大学名誉教授（* 1942年）
- 2013年 - 岡内欣也、三菱UFJ信託銀行会長（* 1951年）
- 2014年 - 村方千之、指揮者（* 1925年）
- 2014年 - 松尾尊兊、歴史学者、京都大学名誉教授（* 1929年）
- 2015年 - 半田孝淳[15]、比叡山延暦寺の第256世天台座主（* 1917年）
- 2016年 - 小里貞利、政治家（* 1930年）
- 2016年 - 松田英[16]、英文学者、流通経済大学名誉教授（* 1947年）
- 2016年 - ギャレット・ゴメス[17]、騎手（* 1972年）
- 2017年 - 大木民夫[18]、声優（* 1928年）
- 2018年 - 大岡忠輔、実業家、元クノール食品社長（* 1924年）
- 2019年 - アンナ・カリーナ[19]、女優（* 1940年）
- 2020年 - ジェラール・ウリエ[20]、サッカー指導者（* 1947年）
- 2020年 - 中谷昭世、 元産経新聞社専務
- 2021年 - 宮原守男、弁護士、教文館会長（* 1928年）
- 2022年 - 丸本卓哉、元山口大学長（* 1942年）
- 2022年 - 御厨さと美、漫画家（* 1948年）
- 2022年 - 岩城浩幸、ジャーナリスト、元TBSテレビ記者（* 1956年）
- 2022年 - 笠浩二、ミュージシャン、ドラマー（C-C-B）（* 1962年）
- 2023年 - 蓮見清一[21]、実業家、宝島社創業者（* 1942年）

## 記念日・年中行事
- 南極の日
1911年12月14日に、ノルウェーの探検家ロアール・アムンセンと4人の隊員が人類で初めて南極点に到達したことに由来。

- 討ち入りの日／忠臣蔵討ち入りの日／四十七士討ち入りの日／忠臣蔵の日（ 日本）
元禄15年12月14日（1703年1月30日）、赤穂四十七士が吉良上野介（吉良義央）邸へ討ち入りを行った。（赤穂事件）
元禄16年2月4日（1703年3月20日）、赤穂浪士の大石内蔵助（大石良雄）ほか16人は熊本藩細川家下屋敷で切腹。赤穗浪士たちは、江戸高輪（現在の東京都港区高輪2丁目）にある曹洞宗の寺院、泉岳寺に葬られた。泉岳寺では毎年4月と12月14日に、義士を供養する「義士祭」が行なわれている[22]。
- 赤穂義士祭（ 日本）
この日全国各地で「義士祭」が行なわれるが、その本家本元となるのが兵庫県赤穂市。
赤穂市では、毎年12月14日に「赤穂義士祭」が開催される。義士たちが本懐を遂げるまでの物語が様々なパレードで表現され、最大の目玉である「義士行列」では、泉岳寺へ向かう四十七士たちが、観客を元禄絵巻さながらの世界へと誘う[23]。